# Reconnaissance des acquis
On désigne généralement par reconnaissance des acquis la prise en considération (à distinguer de la validation des acquis qui est une procédure officielle en France) de l'ensemble des formations et des expériences d'un individu. En effet, la prise en compte des acquis de l'expérience (ou encore des acquis expérientiels) et des compétences qui en résultent, s'impose aujourd'hui comme un élément capital de la formation professionnelle, de l'orientation (ou positionnement), voire de la gestion des ressources humaines.

## Reconnaissance des acquis de l'expérience (RAE)
Plusieurs démarches de reconnaissance des acquis de l'expérience (RAE) se développent et apportent une alternative aux seules démarches de validation ressenties comme parfois lourdes et complexes. 
La Reconnaissance des Acquis de l'Expérience reconnaît les apports de l’expérience professionnelle, personnelle au regard d’un référentiel métier « C’est reconnaître au regard d'un référentiel de droit commun ce que le candidat réussit à un moment donné dans ce qu’il ne maîtrise pas encore complètement. À titre d'illustration : savoir sauter 38 cm, 18 cm, quand l'attendu est de sauter 60 cm, n'empêche en rien de reconnaître que 38 cm ou 18 cm sont réussis ».

### Ancrages philosophiques et pédagogiques
- Axel Honneth : les trois modes de reconnaissance réciproque
- Paul Ricœur : lien parcours, reconnaissance et identité
- Gaston Pineau : reconnaissance des acquis, histoire de vie, dimension existentielle de la formation
- Donald Schön : reconnaissance du savoir caché dans l'agir professionnel